# Холани
Холани (чеш. Holany) је насељено мјесто са административним статусом варошице (чеш. městys) у округу Чешка Липа, у Либеречком крају, Чешка Република.

## Становништво
Према подацима о броју становника из 2014. године насеље је имало 504 становника.